# Тінта (Міннесота)
Тінта (англ. Tintah) — місто (англ. city) в США, в окрузі Траверс штату Міннесота. Населення — 67 осіб (2020).

## Географія
Тінта розташована за координатами 46°0′39″ пн. ш. 96°19′12″ зх. д. / 46.01083° пн. ш. 96.32000° зх. д. (46.010792, -96.320054).  За даними Бюро перепису населення США в 2010 році місто мало площу 1,96 км², уся площа — суходіл.

## Демографія
Згідно з переписом 2010 року, у місті мешкали 63 особи в 29 домогосподарствах у складі 17 родин. Густота населення становила 32 особи/км².  Було 34 помешкання (17/км²).
Расовий склад населення:
| - 98,4 % — білих |

До двох чи більше рас належало 1,6 %. Частка іспаномовних становила 0,0 % від усіх жителів.
За віковим діапазоном населення розподілялося таким чином: 27,0 % — особи молодші 18 років, 49,2 % — особи у віці 18—64 років, 23,8 % — особи у віці 65 років та старші. Медіана віку мешканця становила 44,3 року. На 100 осіб жіночої статі у місті припадало 133,3 чоловіків;  на 100 жінок у віці від 18 років та старших — 109,1 чоловіків також старших 18 років.
За межею бідності перебувало 20,4 % осіб, у тому числі 40,0 % дітей у віці до 18 років та 0,0 % осіб у віці 65 років та старших.
Цивільне працевлаштоване населення становило 22 особи. Основні галузі зайнятості: освіта, охорона здоров'я та соціальна допомога — 36,4 %, сільське господарство, лісництво, риболовля — 22,7 %, мистецтво, розваги та відпочинок — 18,2 %.